# プーマ

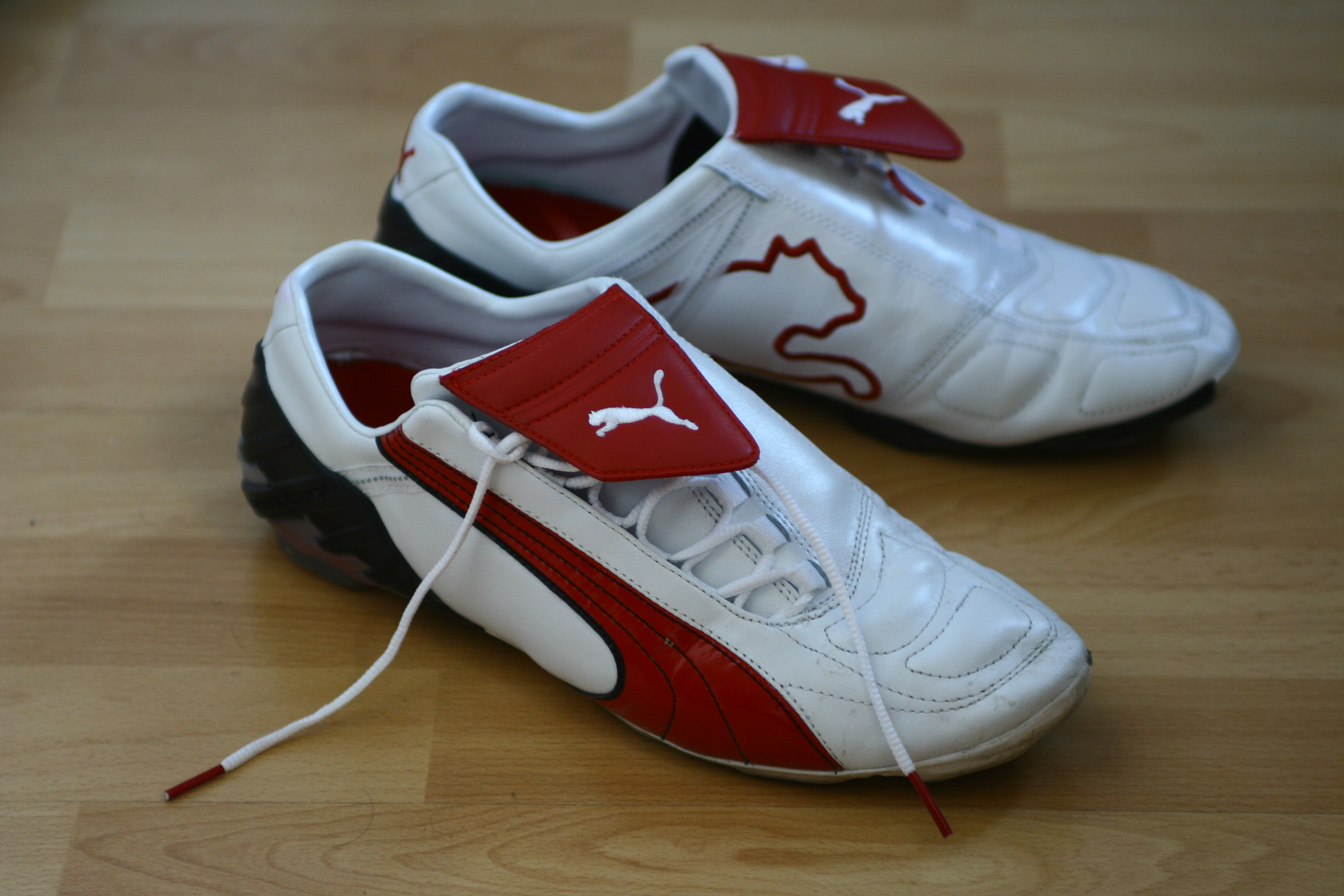
プーマのシューズ。プーマ製品を特徴付けている流線型の側面パネルは「フォームストライプ」と呼ばれる。

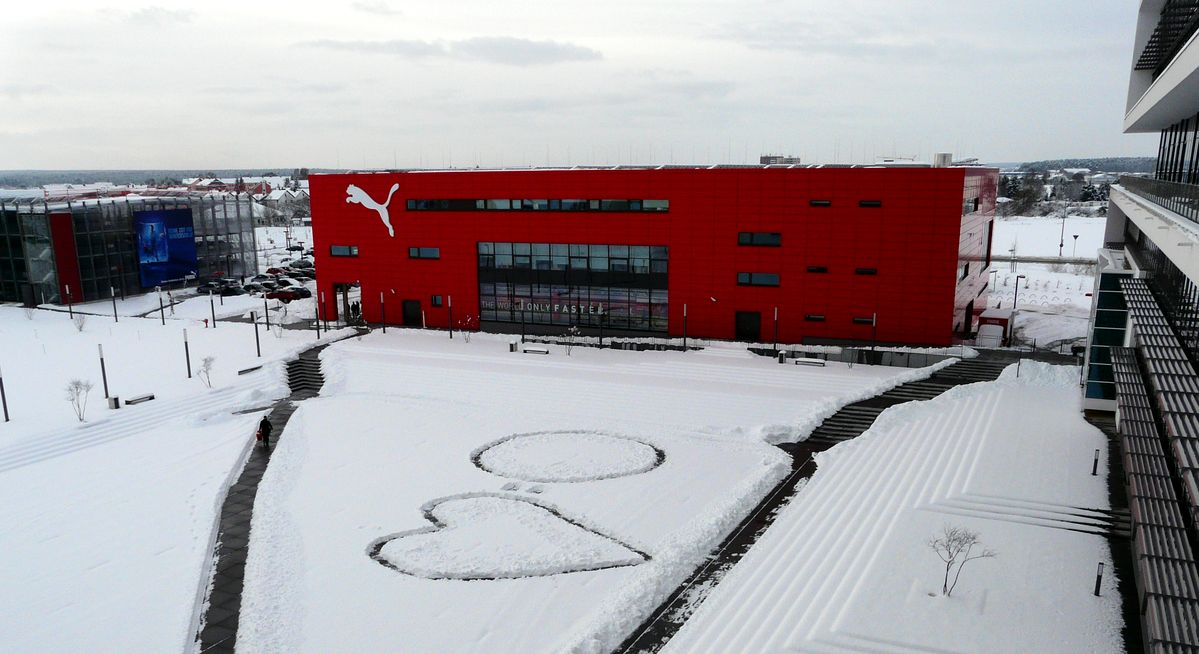
ヘルツォーゲンアウラハにある2009年竣工の新社屋「PUMAVision Headquarters」。敷地面積は約5万平方メートル。

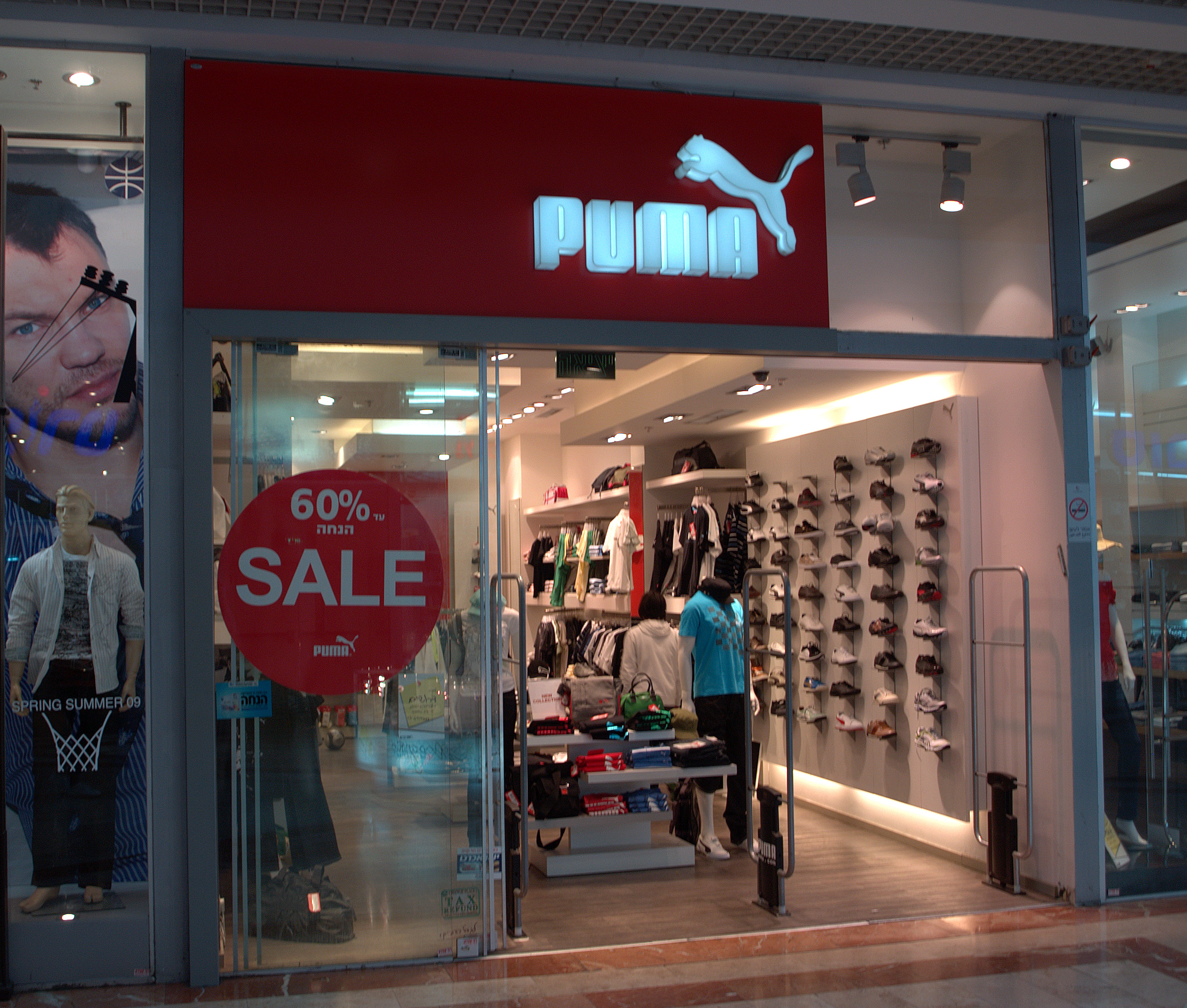
テルアビブのプーマショップ。

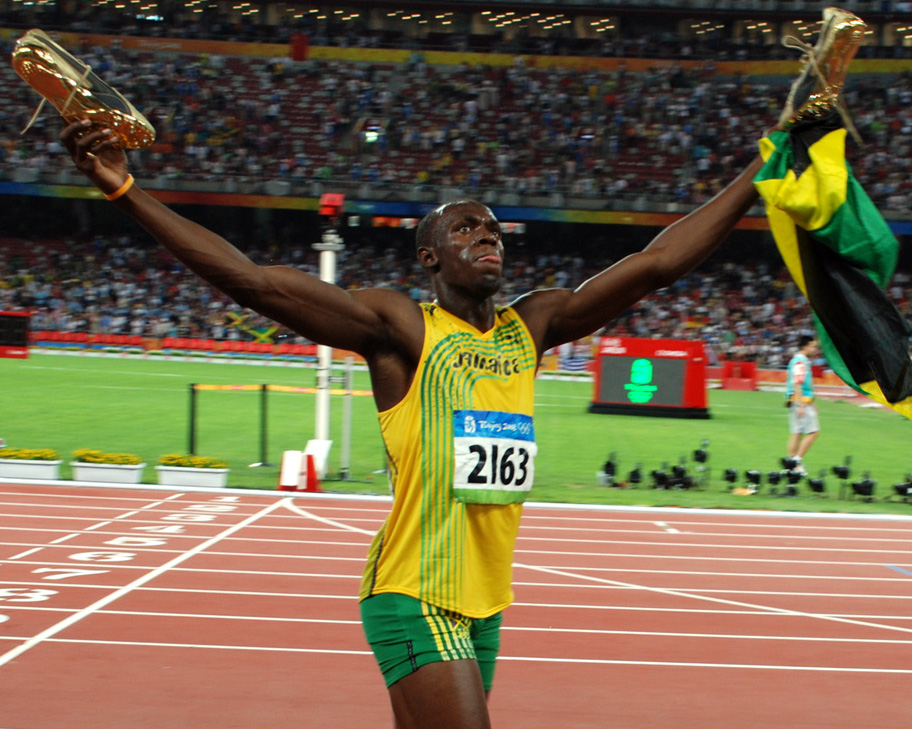
プーマのスパイクを両手に持つウサイン・ボルト（北京五輪)。

プーマ（Puma SE）は、ドイツのバイエルン州ミッテルフランケン・ヘルツォーゲンアウラハを本拠地とするスポーツ用品の製造・販売を行う多国籍企業。
1948年、ルドルフ・ダスラー（アディダスの創業者アドルフ・ダスラーの兄）によって設立される。1959年に株式合資会社(KG)、1986年に株式会社(AG)、2011年に現在の欧州会社(SE)に組織変更。

## 歴史

### 前史
プーマの創設者であるルドルフは、ヘルツォーゲンアウラハで靴職人として働く父クリストフと小さな洗濯屋を営む母パウリーナの次男として生まれた。1924年、ルドルフは弟アドルフ（愛称：アディ）・ダスラーが設立した製靴工場に参加するためヘルツォーゲンアウラハに帰った。彼らは新しい事業を行うにあたってダスラー兄弟製靴工場（Gebrüder Dassler Schuhfabrik）という名前を付けた。兄弟は彼らの母が使っていた洗濯室でこのベンチャーを開始した。当時、町の電力供給は心もとなかったので、兄弟はしばしば据え付け自転車のペダルを漕いで機材を動かしていた。ルドルフは販売担当、アドルフは生産担当だった。
アディはスーツケース一杯のスパイクを携えて1936年夏季オリンピックが開催されるベルリンに向かい、アメリカ合衆国の短距離走者ジェシー・オーエンスを口説いた。オーエンスはこの大会で4つの金メダルを獲得した。事業は波に乗り、ダスラー兄弟は第二次世界大戦前に年間20万足の靴を販売していた。

### 会社の分裂・プーマ設立
兄弟はふたりともナチ党に入党したが、ルドルフの方が少しばかり党に近い立場をとった。兄弟間の亀裂は1943年の連合国の爆撃下で限界に達した。防空壕の中でアディが言い放った「ほら、またあのいまいましいろくでなしどもだ」という発言は連合軍の爆撃機に対してだったが、それをルドルフは自分と家族に向けられたものだと考えた。ルドルフが武装親衛隊の一員であった容疑でアメリカ軍の兵士に逮捕されたときも、彼は弟が自分を密告したためだと信じていた。ルドルフはアメリカ軍に逮捕されてから約1年後の1946年7月に釈放された。
兄弟は1948年4月に袂を分かった。ダスラー兄弟製靴工場の資産は工場をはじめ、設備、特許など兄弟間で細かく分割された。販売部門の従業員の多くはルドルフに付いて行き、技術者の多くはアディのもとに残った。ルドルフはアウラハ川の対岸にルドルフの Ru とダスラーの Da を合わせたルーダ (Ruda) という会社を作ったが、すぐにより軽快な印象のプーマ・シューファブリーク・ルドルフ・ダスラー (Puma Schuhfabrik Rudolf Dassler) に社名を改めた。アドルフは社名に自身の愛称（Adi）と苗字の最初の3文字（Das）を合わせてアディダスという名前を付けた。
1948年10月、ブランドネームと最初のロゴ（ダスラーの頭文字「D」の中を、ネコ科の動物がくぐり抜けているデザイン）が登録された。この最初のロゴは2000年代に「PUMA Black Label」の「Rudolf Dassler Schuhfabrik」コレクションのロゴとして復活した。

### 草創期・アディダスとの競争
分裂後、プーマとアディダスは熾烈な競争関係に入った。この問題についてヘルツォーゲンアウラハの町はふた手に分かれ、町の人々が他人が履いている靴を確認するため頭を傾けるさまから「首を曲げた町」という渾名が付けられた。両社の社員の子はどちらに勤めているかで入学する小学校が決まり、町にあるふたつのサッカークラブは、ASVヘルツォーゲンアウラハはアディダス、1.FCヘルツォーゲンアウラハはプーマのサポートを受けた。雑役夫たちはルドルフの家に呼ばれた際、わざとアディダスの靴を履いて行った。ルドルフは彼らに対して地下室から無料のプーマを一足持ってくるように言った。
1948年、第二次世界大戦後最初のサッカー西ドイツ代表の試合では、戦後最初のゴールを決めたヘルベルト・ブルデンスキを含む複数人の選手がプーマのスパイクを履いた。4年後の1952年ヘルシンキ夏季オリンピックでは、1500メートル走でルクセンブルクのヨジー・バーテルがプーマを履いて金メダルを獲得する最初の選手になった。
1960年代になると、自社製シューズを履いてもらうためにスポーツシューズメーカーがアスリートに金銭を支払うことが常態化し、オリンピックの開催時期にはプーマのアルミン・ダスラー（ルドルフの息子）と彼のいとこにあたるアディダスのホルスト・ダスラー（アディの息子）が宿泊するホテルの部屋の前には、報酬を受け取ろうとするオリンピック選手たちの列ができたという。1960年夏季オリンピックでプーマはドイツ人の短距離走者アルミン・ハリーに100メートル走決勝でプーマを着用してもらうために報酬を支払った。それまでアディダスを履いていたハリーは、アドルフに金銭支払いを求めたが拒否されていた。ハリーはプーマで金メダルを獲得したが、表彰式にはアディダスで現れ、ダスラー兄弟に衝撃を与えた。ハリーは両者から報酬を得ることを望んでいたが、アディは立腹して、このオリンピックチャンピオンを出入り禁止にした。
1970 FIFAワールドカップに先立って、アルミン・ダスラーとホルスト・ダスラーは「ペレ協定」と呼ばれる協定に調印した。これはペレとの契約をめぐる争いが起きれば、金額の高騰に歯止めがきかなくなるのが明らかなため、彼にはアディダスとプーマ双方が関与しないとする取り決めだった。しかし、プーマの代理人ハンス・ヘニングセンが総額12万5000ドルと彼の名前を冠したシューズのロイヤリティという条件でペレと契約を結んだことにより、ペレ協定は破られた。ワールドカップ決勝戦の試合開始直前、ペレは審判に靴紐を結び直すための猶予を求め、それによって何百万人ものテレビ視聴者が画面に大写しになった彼の足元のプーマを見つめた。サッカーオランダ代表のヨハン・クライフとプーマが交わした契約書には「他のスポーツブランドを宣伝する行為は慎むこと」という条項があったため、オランダサッカー協会がアディダスと契約した後も、クライフはスリーストライプではなく2本線が袖に入ったシャツを着てプレーした。

### 1970年位-1980年位
1974年10月、創業者のルドルフ・ダスラーが死去。ルドルフの遺言状には、プーマの所有権は次男ゲルトに相続すると書かれていたが、法律上は遺言状より合資会社(KG)の定款が優先されるため、実際は長男アルミンがプーマ株式の6割、ゲルトが株式4割とその他の遺産を相続することになった。新CEOに就任したアルミンのもとプーマはその後約10年で売上を5倍に伸ばした。
1980年代、プーマはアメリカ市場において大量のシューズを格安で売りさばいた。これは短期的には利益を生んだが、廉売店に並ぶ安物シューズというイメージは結果的にブランド価値を貶め、それは全米最大の靴販売チェーンのフットロッカーがプーマの取り扱いを控えるといった形で現れた。
1986年7月、プーマは株式会社に移行し、フランクフルトとミュンヘンの証券取引所に上場した。上場当初こそプーマの株価は急騰したが、アメリカ市場での苦境がドイツに伝えられると株価は下がっていった。1989年5月、ダスラー家が保有していた72%の株式がスイス企業コサ・リーベルマンに売却された。プーマで働いていたルドルフの孫達も会社を離れ、プーマとダスラー家の繋がりはなくなった。

### 1990年代以降
1993年、ヨッヘン・ザイツが当時ヨーロッパの上場企業で最年少となる30歳で最高経営責任者 (CEO) に就任した。ザイツは、人員削減や生産工場のアジア移転など徹底したコストカットを図る一方で、新たにマーケティング部門を設立するなど広告宣伝費は大幅に増やした。1990年代中盤以降、プーマの業績は好転し、2003年には株価が1993年の16倍以上にまで上がった。
1998年、プーマはジル・サンダーとのコラボレーション・モデルを発表した。スポーツメーカーと高級ファッションブランドのコラボレーションは驚きをもって迎えられ、競合スポーツメーカーもこぞって有名ファッションブランド／デザイナーとのコラボレーションに乗り出すという流れを作った。

### ケリング
2007年4月、グッチやイヴ・サンローランといったブランドをグループ内に抱えるフランスの流通持株会社PPRが53億ユーロでプーマの買収計画を発表した。PPRはまずプーマの筆頭株主だった投資会社メイフェアから株式27.1%を買い取った後、7月初頭までに全体の62.1%を取得した。2018年、ケリング (旧PPR) はプーマ株の持ち株比率を86.3％から16%に引き下げた。2020年にはさらに持ち株比率を9.8％まで引き下げた 。2021年5月の時点でケリングの持ち株比率は約4%。2022年新CEOにアルネ・フロイントを任命した。

## 各分野における展開

### サッカー
サッカー選手達にとっては定番中の定番ブランドであり、ペレ、ヨハン・クライフ、ディエゴ・マラドーナ、ローター・マテウスなど、世界でもトップクラスのプレイヤー達も使用していた。日本においても三浦知良、中山雅史、長谷部誠をはじめとして、プーマのスパイク使用のトップ選手は多い。現在ではテレビコマーシャルに三笘薫のほか伊東純也、堂安律を起用している。
又、日本専売モデルである「パラメヒコ」は中学生からプロの選手に至るまで愛用者が多く、1986年の発売以来、40年近くたった現在でも大幅なモデルチェンジ(新たなスタッドパターンを採用した派生モデルはある)する事なく多くの選手に選ばれており、前述の三浦も長年のパラメヒコユーザーである。アディダスの「コパ・ムンディアル」と同様に愛用者が引き続き同モデルを使用し続ける事が多い。
近年は欧州3大サッカーリーグのセリエA（イタリア、2022/23シーズンより）、ラリーガ（スペイン、2019/20シーズンより）、プレミアリーグ（イングランド、2025/26シーズンより）のほか、アフリカサッカー連盟（CAF、2023年より）・南米サッカー連盟（CONMEBOL、2024年より）主催大会など、世界各地の主要リーグ・大会に公式試合球を提供している。
サッカー商品に関しては世界的に「love=football」（ロゴではloveはハートマーク、footballはサッカーボールで表記）をキャッチコピーとして展開していた。現在では「FOREVER. FASTER.（とどまらない。ぶっちぎる。）」というキャッチコピーで、サッカーのみならず以下の分野でも展開している。

### 陸上競技
陸上競技において、男子マラソンのアベベ・ビキラが1964年の東京オリンピックの際に同社のシューズを着用したほか、男子100mのウサイン・ボルトも同社のスパイクで世界記録を樹立。
現在では男子短距離のサニブラウン・アブデル・ハキーム等が同社のスパイクを着用している。

### モータースポーツ
プーマが1998年にモータースポーツ分野に正式に参入した。2005年の契約以降、シューズやウェアなどすべてのユニフォームを提供しているF1のスクーデリア・フェラーリへのサポートを始め、多くのF1ドライバーがプーマのレーシングシューズを着用している。2010年より日本でも正式に国際自動車連盟（FIA）公認モデルが発売開始された。SUPER GTをはじめ、日本の各カテゴリーでも装着率が増えている。
二輪界ではロードレース世界選手権（MotoGP）に参戦するドゥカティ・ファクトリーチームのサポートをしており、DUCATI とのダブルネームを含む本格的なモーターサイクル・ブーツが販売されている。

### コラボレーション
スポーツブランドとファッションデザイナーまたはブランドとのコラボレーション（共同開発）は現在では一般的となっているが、その先駆けとなったのが1998年のプーマとジル・サンダーによるコラボレーションだった。ジル・サンダーとのコレクションは2009年まで続いた。
日本のシューズデザイナー三原康裕が手掛ける革靴ブランド・ミハラヤスヒロとのコラボレーションは、2000年に始まった当初は日本限定2000足という小さな規模だったが、好評を受けて翌年から世界展開になった。
イギリスのファッションデザイナー・ニール・バレットは2005年にプーマの「96 HOURS」ラインのクリエィティブディレクターに就任した。またバレットはそのほかに自身のブランドとプーマのコラボレーションも行なっている。
フセイン・チャラヤンは2008年にプーマのスポーツファッションコレクションのクリエイティブディレクターに就任した。
アレキサンダー・マックイーンとのコレクションは2006年に始まった。2010年にデザイナーであるアレキサンダー・マックイーンが死去したが、プーマと同ブランドのコラボレーションはその後も継続している。
2008年にはイタリアのラグジュアリーシューズブランド・セルジオ・ロッシ、2004年にはインダストリアルデザイナーのフィリップ・スタルクとのコレクションを発表している。

### ストリートファッションにおけるプーマ

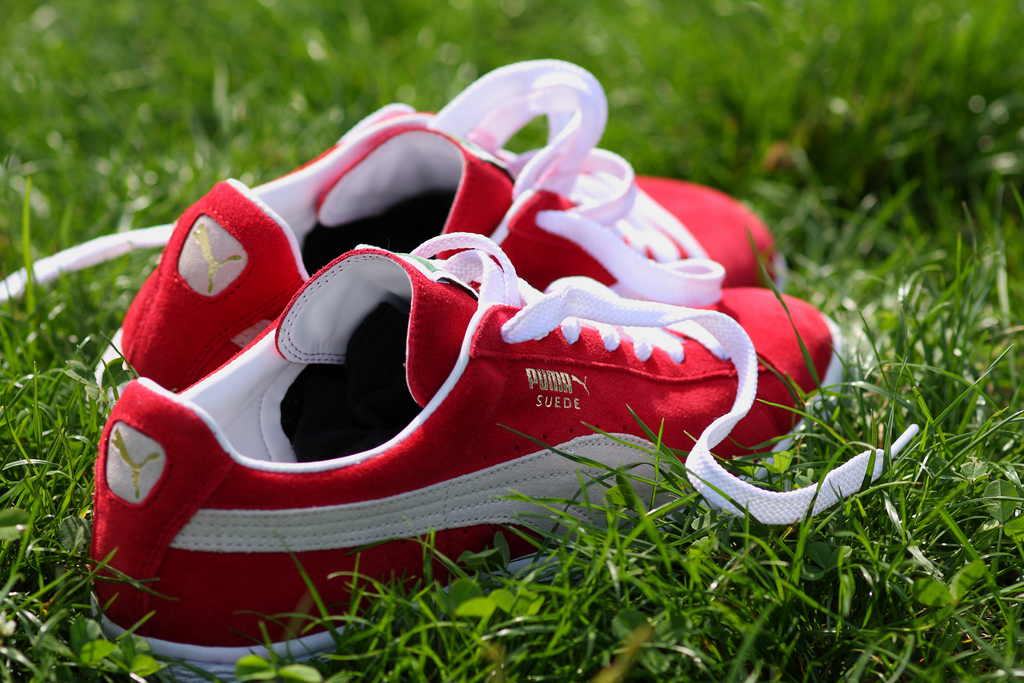
プーマを代表するスニーカー、スウェード。

1968年に発売されたスエードアッパーのスニーカー・スウェード (Suede) および同モデルがベースとなったバスケットボール選手ウォルト・フレイジャー（愛称：クライド）のシグネイチャーモデルであるクライド (Clyde) は、プーマを代表するスニーカーというだけではなく、スニーカーの歴史の中でももっともポピュラーなもののひとつになった。同シューズを太平洋の向こうから輸入していたヨーロッパではステート (State) の名前で知られる。
スウェード／クライド／ステートは初期（1970年代後半から1980年代前半）のヒップホップにおいてBボーイ（ブレイクダンサー）たちから支持され、ニューヨーク・シティ・ブレイカーズやロック・ステディ・クルーといった著名なブレイクダンサーに履かれていた。またグラフィティ・ライターのあいだでも愛用されていた。スケーターにはクライドのレザーバージョンであるバスケット (Basket) が、その丈夫さから選ばれた。1994年にはビースティ・ボーイズがライヴでスウェードを履いていたことから再び注目を集めた。
1980年代のイギリスではフットボール・カジュアルズやアシッドジャズのコミュニティのあいだでステートが流行した。

## 日本における活動
プーマは全国高校サッカー選手権大会に第84回大会から第98回大会まで協賛していた。それまではナイキが協賛していた。この大会のテレビCMには、大会に出場したプーマ契約の現役選手を起用することで非常に有名。
大相撲の元関脇隆乃若にスポーツブランドとして初めて化粧廻しを製作した。デザインは黒地に、金色でPUMAのロゴとマークが入ったものであった。

### 日本での販売
- プーマジャパン株式会社（独PUMA.AGの日本法人、日本国内におけるPUMAの販売代理店業務および全権利の管理）

同社が設立されたことにより、それまでの総代理店であったコサ・リーベルマンは2003年3月をもってPUMA関連の事業から撤退した。
- プーマアパレルジャパン株式会社（プーマ ジャパンとヒットユニオンによる合弁会社。日本国内におけるPUMA APPARELの販売代理店業務）

同社が設立されたため、ヒットユニオンはPUMAの販売事業から撤退した（製造は継続）。

### 直営店
- プーマストア
  - 札幌、お台場（台場）、原宿（神宮前）、富士見、浜松、大阪、京都、福岡
- プーマアウトレット
  - 北広島、仙台、那須塩原、阿見、越谷、入間、幕張、木更津、酒々井、お台場（青海）、南大沢（八王子市）、横浜、小矢部、軽井沢町、御殿場、土岐、長島（桑名市）、滋賀竜王、泉佐野、神戸、倉敷、広島、北九州、鳥栖

### ライセンス販売
- クツワ（文房具類）

### 契約プロ
- 菊地絵理香プロゴルファー
- 西郷真央プロゴルファー